# Демченко Сергій Вікторович
Сергій Вікторович Демченко (22 листопада 1986, смт Софіївка, Дніпропетровська область — 27 лютого 2022) — український поліціянт, капітан Національної поліції України, учасник російсько-української війни. Кавалер ордена «За мужність» III ступеня (2022, посмертно).

## Життєпис
2008 року закінчив Донецький юридичний інститут Луганського державного університету внутрішніх справ за спеціальністю «правоохоронна діяльність».
Працював інспектором дорожньо-патрульної служби Софіївського взводу, черговим чергової частини Довгинцівського районного відділу міліції (2011—2015), керівником штабу Софіївського районного відділу поліції (2015—2016), начальником сектору реагування патрульної поліції № 1 Софіївського відділення поліції Жовтоводського відділу поліції ГУНП в Дніпропетровській області (2016—2021), начальником чергової частини відділення поліції № 9 Криворізького районного управління поліції (2021—2022).
Загинув 27 лютого 2022 року під час виконання службового обов'язку.

## Нагороди
- орден «За мужність» III ступеня (28 лютого 2022, посмертно) — за особисту мужність і самовіддані дії, виявлені у захисті державного суверенітету та територіальної цілісності України, вірність військовій присязі[2].